# Землетрясение в Республике Бурятия (2020)
10 декабря 2020 года в 05:44:33 по местному времени (00:44:33 MSK, 21:44:33 UTC) жители Иркутска и Республики Бурятии ощутили подземные толчки интенсивностью 5-6 баллов. Эпицентр землетрясения был зафиксирован службой USGS на расстоянии 41 километра севернее села Кабанск Республики Бурятии, на месте цаганского землетрясения на глубине 17 километров в 05:44:33 по местному времени (00:44:33 MSK, 21:44:33 UTC) магнитудой 5.4 (Mw). Вторая волна (считается более поздним афтершоком) была зафиксирована на расстоянии 32 километров к югу от села Еланцы Иркутской области на глубине 10 километров в 22:20:01 по местному времени (17:20:01 MSK, 14:20:01 UTC) магнитудой 4.7 (Mw). Эпицентр землетрясения находился в дельте Селенги в Кабанском районе Бурятии, интенсивность составила 7.6 балла. Оно имело магнитуду 5.4 (Mw), энергетический класс 13.9. Через 5 минут после главного толчка последовало землетрясение меньшей энергии. Данное землетрясение стало самым сильным для середины Байкала с 1999 года.

## История
Землетрясение 10 декабря 2020 года произошло вблизи залива Провал, образовавшегося при цаганском землетрясении 1862 года, интенсивность сотрясений в эпицентре которого составляла X баллов. (по шкале Меркали)
В Иркутске вечером 10 декабря 2020 года произошло очередное землетрясение. Подземные толчки горожане ощутили около 22:20:01 часов по местному времени (17:20:01 MSK, 14:20:01 UTC) на глубине гипоцентра — 10 километров. Как сообщили в ГУ МЧС России по Иркутской области, интенсивность толчков составила 5-6 балла. По предварительной информации, эпицентр находился в Кабанском районе Бурятии. Он был слабее утреннего, однако ощущался и на первых этажах зданий.
По данным МЧС России на территории Иркутской области разрушений не было. Информация о разрушениях и жертвах не поступала. Управление МЧС сообщило, что эпицентр землетрясения находился в дельте реки Селенги в 16 километрах северо-западнее посёлка Дубинино. Толчки ощущались в Кабанском, Прибайкальском, Иволгинском, Заиграевском, Селенгинском, Тарбагатайском районах и Улан-Удэ. Землетрясение считается самым сильным в Республике Бурятия на Байкале с 1999 года.
В Иркутске по поручению мэра города Руслана Болотова в областном центре был введён режим повышенной готовности. Дежурные службы города начали сбор информации о последствиях землетрясения. Считается, что данное землетрясение является редким явлением, так как колебания ощущались не вертикальные, а горизонтальные.
Иркутские региональные СМИ сообщили 14 декабря, что после землетрясения в Ангарском музее часов заработали сразу двое часов, которые до этого безуспешно пытались починить и завести несколько лет: часы «Фонарь» с боем и японские часы конца XIX — начала XX века.

## Оценки
Директор Байкальского филиала Единой геофизической службы РАН Елена Кобелева назвала данное землетрясение самым сильным для середины Байкала с 1999 года.